# كوستانتينو بورسيني
كوستانتينو بورسيني (7 أبريل 1906 في ميلانو - 21 أكتوبر 1940 في البحر الأحمر) كان ضابطًا بحريًا إيطاليًا خلال الحرب العالمية الثانية. حصل على الميدالية الذهبية من البسالة العسكرية عن أفعاله في قيادة المدمرة فرانشيسكو نولو في الهجوم على القافلة BN 7 في أكتوبر 1940.

## سيرة شخصية
ولد بورسيني في ميلانو عام 1906. كان طالبًا بارزًا في الأكاديمية البحرية في ليفورنو من 15 مارس 1922 إلى 15 نوفمبر 1926. وتخرج هناك كملازم، قبل مباشرة الخدمة في السفينة الحربية يوليوس قيصر . ثم تم نقله إلى البارجة أندريا دوريا وخدم لاحقًا على متن السفينة الهيدروغرافية الأدميرال ماناغي، المدمرة أوغستو ريبوتي، المدمرة جيوفاني دا فيرازانو (بعد الترقية إلى ملازم ثاني في 1 يناير 1929) ومرة أخرى على السفينة يوليوس قيصر، تمت ترقيته إلى ملازم في يوليو 1932.
في عام 1933 انضم إلى مفرزة البحرية الإيطالية في تيانجين (الصين). عند عودته إلى إيطاليا، حضر الدورة في تارانتو بصفة «مراقب الطائرات» (ضابط بحري ملحق بطائرة ريجيا ايرونوتيكا المستخدمة ضد الشحن) وفي عام 1935 حصل على براءة اختراعه؛ وعمل بعد ذلك لمدة عام واحد كعضو في سرب الطائرة المائية رقم 153.
ثم تم نقله إلى فرع الغواصات حتى عام 1937، عندما أصبح ضابطًا تنفيذيًا على المدمرة نيمبو، وبعد ذلك تم إعطاؤه قيادة زورق الطوربيد كليو .
في يناير 1940، انطلق في السفينة الاستعمارية إريتريا، المتمركزة في البحر الأحمر الإريتري في مصوع، وفي مايو من ذلك العام تمت ترقيته إلى ملازم أول وأعطي قيادة المدمرة فرانشيسكو نولو، العاملة في البحر الأحمر.
في 21 أكتوبر، بعد الهجوم الفاشل على القافلة BN 7، خاض بورسيني معركة شرسة قبالة جزيرة هارمل ضد إتش إم إس كيمبرلي. في المعركة، أصيبت نولو بأضرار بالغة، وأحضر بورسيني سفينته نحو بطارية ساحلية إيطالية حتى يمكن لبنادقها أن تضرب كيمبرلي.
عندما بدأت نولو بالغرق، أمر بورسيني الطاقم بإنقاذ أنفسهم، وقرر الغرق مع سفينته أثناء وجوده في مركز قيادته. عاد بحار فينتشينزو سيارافولو، إلى متن السفينة الغارقة للوصول إلى قائده، وغرق كلاهما مع السفينة. وتم منح كلاهما الميدالية الذهبية للبسالة العسكرية. أصيبت المدمرة البريطانية المهاجمة كيمبرلي بالبطاريات الإيطالية وبقيت في حالة إصلاح حتى ربيع عام 1941.

## معركة جزيرة الحرمل
بعد الدقائق الأولى من القتال ضد القافلة البريطانية BN 7، قامت فرانشيسكو نولو بالمناورة من أجل مهاجمة القافلة مرة أخرى قبل اتباع المدمرة بانتيرا نحو مصوع، لكن دفة نولو حشرت لعدة دقائق، وفقدت السفينتان الاتصال ببعضهما البعض. قرر بورسيني، الذي طاردته السفن الحربية البريطانية القادمة، الاقتراب من البطاريات الإيطالية في جزيرة الحرمل، على أمل أن يتمكنوا من ضرب سفن العدو المهاجمة. 
في الساعة 02:20، رصد الطراد البريطاني الخفيف نولو، وأشتبك معها من على مسافة 4600 ياردة. تبادلت السفن إطلاق النار لمدة عشر دقائق. سجل ليندرعدة ضربات، مما أدى إلى إتلاف بوصلة نولو ومدير المدفعية. انسحبت نولو نحو جزيرة حرمل وتبعها ليندر. انضمت المدمرة كيمبرلي إلى المطاردة في الساعة 0300. في 0305 عاد ليندر للقافلة.
في الساعة 05:40 يوم 21 أكتوبر، كانت كيمبرلي قبالة جزيرة حرملعندما اكتشفت مراصدها نولو. رصدت نولو كيمبرلي في نفس الوقت تقريبًا، لكن بورسيني افترض أن المدمرة المقتربة كانت السفينة الشقيقة ساورو. فتحت كيمبرلي النار في 05:53، فاجأت نولو على حين غرة. رد نولو بإطلاق النار بعد ذلك بأربع دقائق، وفي الساعة 06:15، انضمت المدافع الإيطالية الأربعة عيار 120 مم في جزيرة حرمل إلى المعركة.
وفي حوالي الساعة 06:25 صباحًا، أصيبت نولو بقذيفتين من كيمبرلي، واحدة في غرف المحركات الأمامية والخلفية. فقدت نولو كل الطاقة. أعطى بورسيني أمرًا بالتخلي عن السفينة وتوجيه السفينة نحو الحرمل، في محاولة لإدارتها. قرر أن يغرق مع سفينته. تم منح بورسيني وسيارافولو،  الذي قرر الموت معه، الميدالية الذهبية للبسالة العسكرية من قبل البحرية الإيطالية.
أطلقت كيمبرلي طوربيدين على نولو. ثاني الطوربيدين، في الساعة 06:35، مزق نولو إلى قسمين. في حين قامت بطارية الحرمل بقصف كيمبرلي وسقطت قذيفة في غرفة المحرك، مما تسبب في فقدان السفينة للطاقة. أطلقت كيمبرلي النار على بطارية الشاطئ بينما قام الطاقم بإصلاح الضرر بشكل محموم. وأخيرًا، تم استعادة طاقة كيمبرلي، وتمكنت السفينة من الخروج من نطاق بطارية الحرمل قبل فقدان الطاقة مرة أخرى وسحبها لاحقًا إلى بر الأمان في بورتسودان.
من بين 204 فرد من طاقم نولو، نجا 190 شخصًا وتم إنقاذهم من قبل أفراد بطارية الحرمل، في حين أن 12 لقوا حتفهم في القتال وغرق اثنان (الملازم بورسيني وسيارافولو) طواعية مع السفينة. قامت البحرية الملكية الإيطالية، وخوفًا من أن تؤدي مثل هذا الموقف إلى فقدان عدد كبير جدًا من القادة ذوي الخبرة (اثنان من قادة البحرية الإيطالية -إنريكو باروني من المدمرة إسبيرو ولورنزو بيزي من الغواصة ليوزي- قد قضوا بالفعل في الأشهر القليلة من الحرب منذ أعلنت إيطاليا الحرب على الحلفاء في يونيو 1940)، في الأسبوع التالي بارسال تعليمات غير رسمية تثبط مثل هذه الأعمال (ولكن دون جدوى، حيث حدثت مثل هذه الحوادث مرة أخرى عدة مرات خلال الحرب).

## فهرس
- جوزيبي فينجيانو. L'epopea del Cacciatorpediniere "Nullo" ، Editoriale di propaganda. روما، 1942
- فينشنزو ميليكا، "Tragedia alle Dahlak ! L'affondamento del 'Francesco Nullo' ، http://www.ilcornodafrica.it/st-melecatragedia.pdf